# Regije Republike Srpske
Regije Republike Srpske dijele zemljopisni prostor Republike Srpske. Ovisno od praktičnih potreba moguće je uvjetno podijeliti Republiku Srpsku na različite regije. Budući da su urbana središta glavne poluge i posrednici ukupnog razvitka Republike Srpske, ovaj prostor najčešće se diferencira primjenom tzv. čvorišno-funkcionalnog načela. Prema tome uvjetne granice regija određuju se gravitacijskim utjecajem glavnih urbanih i ujedno razvojnih središta. Jedan od najvažnijih ciljeva regionalizacije i politike regionalnog razvitka je što ravnomjerniji razvoj na razini republike, odnosno entiteta ili države. Pored funkcionalnih regija, moguće je izdvojiti i fizionomske regije, odnosno prirodno-zemljopisne oblasti Republike Srpske.

## Funkcionalne regije
Čvorišno-funkcionalna regionalizacija Republike Srpske različito je napravljena u Prostornom planu Republike Srpske i u zemljopisnim udžbenicima. Po istom načelu, ali ponovo s drugačijim granicama regija napravljena je i organizacija sudstva na prostore koji su u nadležnosti okružnih sudova. Svoju diferencijaciju prostora ima i Policija Republike Srpske, te neka javna poduzeća u Republici Srpskoj kao što su Pošte Srpske, Telekom Srpske, Elektroprivreda Republike Srpske itd.

### Regije prema Prostornom planu (2008. – 2015.)
1. Mezoregija Prijedor
2. Mezoregija Banja Luka
  1. Podregija Gradiška
  2. Podregija Mrkonjić Grad
3. Mezoregija Doboj
4. Mezoregija Bijeljina
  1. Podregija Zvornik
5. Mezoregija Istočno Sarajevo
  1. Podregija Foča
6. Mezoregija Trebinje[1]

### Regije prema Prostornom planu (2015. – 2025.)
Prema Prostornom planu, za kojeg je nadležno entitetsko ministarstvo za prostorno uređenje, građevinarstvo i ekologiju, Republika Srpska sastoji se od šest mazoregija i četiri subregije. Regije Republike Srpske u razini su s europskom razinom NUTS3.
Ta podjela na plansko-statističke regije uvjetovana je demografskom slikom i strukturom cijelog entiteta, prostornom raspodjelom stanovništva i njegovog kretanja između urbanih centara i ruralnog okruženja, fizičko-geografskom slikom područja i njegovom gospodarskom razvoju, visokom razinom pristupačnosti naseljenih mjesta i infrastrukturi, kvalitetom i količinom opremljenosti javno-socijalnih funkcija u centrima razvoja i ostalim naseljenim mjestima, povoljnim pravnim i administrativnim uvjetima za unapređenje prostornog razvoja, planskim pozicioniranjem urbanih centara u odgovarajućim strategijama razvoja Republike Srpske i kontekstu dosadašnjih planova za različite razine administracije, političkim okvirom i tradicijom područja.
Prema Prostornom planu Republike Srpske do 2025. godine, entitet se dijeli na sljedeće regije:
| Naziv regije            | Primarni regionalni centar | Sekundarni regionalni centar   | Obuhvaćene jedinice lokalne samouprave |
| ----------------------- | -------------------------- | ------------------------------ | --- |
| Regija Prijedor         | Prijedor                   | Novi Grad                      | Prijedor, Novi Grad, Kozarska Dubica, Krupa na Uni, Kostajnica i Oštra Luka                                                                            |
| Regija Banja Luka       | Banja Luka                 | Gradiška i Mrkonjić Grad       | Banja Luka, Gradiška, Jezero, Kneževo, Kotor Varoš, Srbac, Laktaši, Čelinac, Mrkonjić Grad, Petrovac, Prnjavor, Ribnik, Istočni Drvar, Kupres i Šipovo |
| Regija Doboj            | Doboj                      | Bosanski Brod, Šamac, Derventa | Vukosavlje, Derventa, Doboj, Petrovo, Bosanski Brod, Teslić, Šamac, Pelagićevo, Donji Žabar, Stanari i Modriča                                         |
| Regija Bijeljina        | Bijeljina                  | Zvornik                        | Bijeljina, Bratunac, Vlasenica, Zvornik, Lopare, Milići, Osmaci, Srebrenica, Ugljevik i Šekovići                                                       |
| Regija Istočno Sarajevo | Istočno Sarajevo           | Višegrad                       | Višegrad, Pale, Rogatica, Rudo, Sokolac, Istočna Ilidža, Istočni Stari Grad, Istočno Novo Sarajevo, Han Pijesak i Trnovo                               |
| Regija Trebinje         | Trebinje                   | Foča                           | Berkovići, Bileća, Gacko, Ljubinje, Nevesinje, Istočni Mostar, Trebinje, Foča, Kalinovik, Novo Goražde, Čajniče                                        |

### Regije Republike Srpske prema zemljopisnim udžbenicima
1. Banjalučka regija
2. Dobojsko-bijeljinska regija
3. Sarajevsko-zvornička regija
4. Trebinjsko-fočanska regija

- Regije Republike Srpske prema zemljopisnim udžbenicima

### Područja okružnih sudova Republike Srpske
1. Banja Luka
2. Doboj
3. Bijeljina
4. Istočno Sarajevo
5. Trebinje

- Područja okružnih sudova Republike Srpske

### Poštanske regije Republike Srpske
1. Banjaluka
2. Bijeljina
3. Brčko
4. Doboj
5. Zvornik
6. Prijedor
7. Sokolac
8. Trebinje
9. Foča

## Fizionomske regije Republike Srpske
Prema reljefnim, klimatskim i biogeografskim cjelinama u Republici Srpskoj se najčešće izdvajaju tri dijela:
- Panonska oblast,
- Planinsko-kotlinska oblast i
- Jadranska oblast.